# Inu to Hasami wa Tsukaiyō
Inu to Hasami wa Tsukaiyō (jap. 犬とハサミは使いよう), auch Dog & Scissors, ist eine Light-Novel-Reihe von Shunsuke Sarai mit Illustrationen von Tetsuhiro Nabeshima. Die Reihe erschien von 2011 bis 2015 in Japan und wurde als Manga- und Animeserie adaptiert. Das Werk ist in die Genres Shōnen und Comedy einzuordnen.

## Inhalt
Der Oberschüler Kazuhito Harumi (春海 和人) ist ein Bücherwurm, vor allem liebt er die Romane von Shinobu Akiyama. Als er eines Tages in einem Café eine junge Frau bei einem Überfall beschützt, kommt er ums Leben. Doch erwacht er wieder im Körper eines Dackels, der kurz darauf von ebendieser Frau aus dem Tierladen mitgenommen wird. Im Gegensatz zu allen anderen kann sie, Kirihime Natsuno (夏野 霧姫) mit ihm telepathisch kommunizieren und es stellt sich heraus, dass Shinobu Akiyama ihr Pseudonym als Schriftstellerin ist. So kann Kazuhito zwar endlich seine liebste Autorin treffen und ihren lang erwarteten Roman lesen, doch wird er von der sadistischen Kirihime immer wieder gequält, vor allem mit den Scheren, die sie stets bei sich trägt. Kirihime ist darüber hinaus stets eifersüchtig, wenn sich andere Frauen für Kazuhito interessieren. Mit der Zeit lernt er ihren Alltag und ihr ebenso seltsames Umfeld kennen. Auch Kazuhitos Schwester findet ihn wieder, auch wenn Kirihime sie erfolgreich davon überzeugt, dass der Hund nicht ihr Bruder ist.

## Veröffentlichungen

### Light Novel
Die Reihe erschien von 2011 bis 2015 in Japan bei Enterbrain, der erste Band kam am 28. Februar 2011 heraus. In Japan erschienen insgesamt 14 Bände, darunter vier Sammlungen namens Inu to Hasami wa Tsukaiyō: Dog Ears von Kurzgeschichten zur Reihe. Sharp Point Press lizenzierte die Light Novel für den taiwanesischen Markt.

### Manga
Ein von Kamon Ōba gezeichneter Manga auf Grundlage der Light Novel erschien vom 26. Mai 2012 (Ausgabe 7/2012) bis 25. März 2014 (Ausgabe 5/2014) im Magazin Shōnen Ace. Der Verlag Kadokawa Shoten brachte die Kapitel auch in vier Sammelbänden heraus. Eine deutsche Übersetzung von Oke Maas erschien von April 2015 bis März 2016 vollständig bei Egmont Manga.

### Anime
Unter der Regie von Yukio Takahashi produzierte das Studio Gonzo 2013 eine Adaption der Light Novel als Anime-Fernsehserie mit 12 Folgen. Für das Serienkonzept war Toshizo Nemoto verantwortlich, der gemeinsam mit Keiichirō Ōchi und Tōko Machida die Drehbücher schrieb. Das Charakterdesign entwarf Yōko Satō und für die künstlerische Leitung war Makoto Ujiie verantwortlich.
Die 24 Minuten langen Folgen wurden vom 2. Juli bis zum 17. September 2013 nach Mitternacht (und damit am vorigen Fernsehtag) zuerst auf dem japanischen Sender Tokyo MX, und dann mit Versatz auch auf AT-X, Sun TV und TV Kanagawa gezeigt. Die Plattformen Crunchyroll und The Anime Network machten eine englische Fassung per Streaming zugänglich, Madman Entertainment und Section23 Films veröffentlichten die Serie auf DVD. In Korea wurde der Anime von Animax Korea gezeigt.

#### Synchronisation
| Rolle            | japanischer Sprecher (Seiyū) |
| ---------------- | ---------------------------- |
| Kirihime Natsuno | Yūki Kaji                    |
| Kazuhito Harumi  | Yoshimasa Hosoya             |
| Madoka Harumi    | Kiyono Yasuno                |
| Suzuna Hiiragi   | Rei Sakuma                   |

#### Musik
Die Musik der Serie wurde von Akito Matsuda komponiert. Der Vorspann ist mit dem Lied Wan Wan Wan Wan N_1!! (わんわんわんわんN_1!!) von Inu Musume Club unterlegt. Für den Abspann verwendete man den Titel Lemonade Scandal (レモネイドスキャンダル) von Yū Serizawa und in der letzten Folge das Lied des Vorspanns. Ebenso kommt innerhalb der letzten Folge der Titel Kira-Kira Shimashō? (Kira-Kira しましょう?) von Yū Serizawa vor.